# 博斯凯普
博斯凯普（法語：Boeschepe，法語發音：[bɔskɛp]）是法国上法兰西大区北部省的一个市镇，位于该省西北部，属于敦刻尔克区。

## 地理
博斯凯普（50°47'59"N, 2°41'28"E）面积13.59 平方千米，位于法国上法蘭西大區北部省，该省份为法国最北部的省份及最长的省份，西北濒北海，西接加来海峡省，南至埃纳省和索姆省，东与比利时接壤。
与博斯凯普接壤的市镇（或旧市镇、城区）包括：圣让斯卡佩勒、贝尔滕、戈德瓦尔斯费尔德。
博斯凯普的时区为UTC+01:00、UTC+02:00（夏令时）。

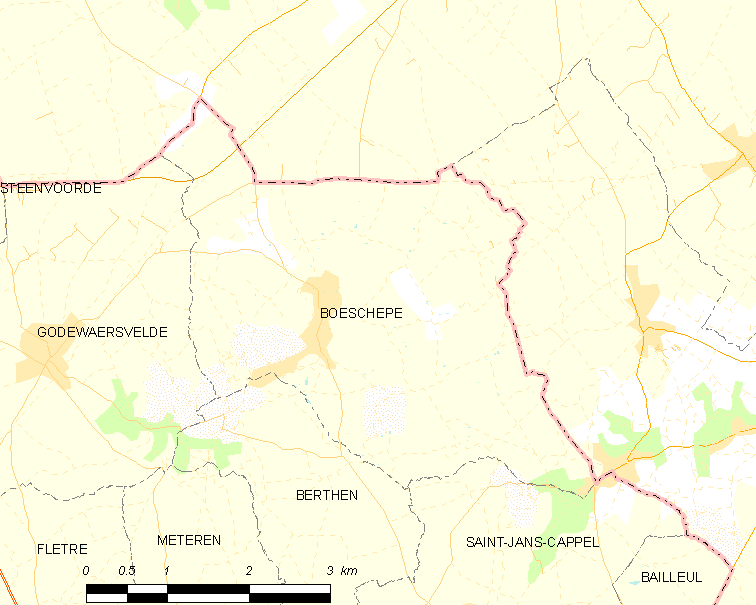
博斯凯普的OSM定位图

## 行政
博斯凯普的邮政编码为59299，INSEE市镇编码为59086。

## 政治
博斯凯普所属的省级选区为巴约勒县。

## 人口

1962-2008年间博斯凯普人口变化图示

博斯凯普于2022年1月1日时的人口数量为2212人。